# Burning Angel
Burning Angel es un EP de la banda sueca Arch Enemy. Publicado el 6 de marzo de 2002, es el segundo álbum de Arch Enemy con Angela Gossow quien tomará el lugar de Johan Liiva en la banda. La canción «Starbreaker» de Judas Priest fue publicada originalmente en el álbum Sin After Sin.

## Lista de canciones
1. Burning Angel - 4:17
2. Lament of a Mortal Soul - 4:06
3. Starbreaker 	- 3:25
4. Ravenous [Video Clip] - 10:34

## Créditos
- Adde - Fotografía
- Christopher Amott - Guitarra
- Michael Amott - Guitarra, Productor
- Arch Enemy - Productor
- Sharlee D'Angelo - Bajo
- Daniel Erlandsson - Batería
- Eyetool - Imágenes de video
- Angela Gossow - Voz
- Fredrik Larnemo - Ingeniero
- Fredrik Nordström - Productor
- Andy Sneap - Masterización, Mezcla
- Per Wiberg - Piano
- Johan Liiva - Voz en pista 3